# Stipagrostis masirahensis
Stipagrostis masirahensis är en gräsart som beskrevs av Hildemar Wolfgang Scholz. Stipagrostis masirahensis ingår i släktet Stipagrostis och familjen gräs. Inga underarter finns listade i Catalogue of Life.